# Klasea lasiocephala
Klasea lasiocephala là một loài thực vật có hoa trong họ Cúc. Loài này được (Bornm.) Greuter & Wagenitz mô tả khoa học đầu tiên năm 2003.